# فهرست نشانه‌های پزشکی همنام
فهرست نشانه‌های پزشکی همنام (انگلیسی: List of eponymous medical signs) فهرستی از نشانه‌های بالینی است که نامش را از پزشکان یا دانشمندانی می‌گیرند که نخستین بار آن را کشف یا توصیف نمودند؛ اما گاهی نیز به افتخار یک فرد مشهور دیگر در آن حوزه نام‌گذاری شده‌اند. این فهرست شامل سایر نهادهای همنام است که اهمیت تشخیصی دارند؛ یعنی تست‌ها و آزمون‌ها، رفلکس‌ها و غیره.
| نشانه                            | نام                                                                    | تخصص پزشکی                                   | بیماری‌های مرتبط | پیوند بیرونی (اگر پیوند داخلی ندارد) | توضیح |
| -------------------------------- | ---------------------------------------------------------------------- | -------------------------------------------- | --- | --- | --- |
| نشانه آرون                       | چارلز دتی آرون                                                         | جراحی                                        | آپاندیسیت | | درد اپی‌گاستر با فشار روی نقطه مک‌برنی |
| نشانه آبادی                      | ژان ماری شارل آبادی                                                    | غدد درون‌ریز و متابولیسم                      | بیماری گریوز | | اسپاسم ماهیچه بالابرنده پلک بالا |
| نشانه آبادی در تابس دورسالیس     | ژوزف آبادی                                                             | بیماری‌های مغز و اعصاب                        | تابس دورسالیس | | عدم وجود درد هنگام فشردگی زردپی آشیل |
| واکنش آبدرهالدن                  | امیل آبدرهالدن                                                         | پزشکی زایمان                                 | بارداری | | نوعی واکنش سرمی؛ منسوخ‌شده |
| واکنش آبلین                      | ایزاک آبلین                                                            | بیماریهای عفونی و گرمسیری                    | سیفلیس | | حضور آرسفنامین و نئوسالوارسان در خون و ادرار؛ منسوخ‌شده |
| شمارش آدیس                       | توماس آدیس                                                             | بیماری‌های کلیه                               | پیلونفریت | | اندازه‌گیری کمی سلول‌ها و سیلندرهای ادراری در نمونه ادرار ۲۴ ساعته |
| مردمک اِیدی                       | ویلیام جان اِیدی                                                        | بیماری‌های مغز و اعصاب                        | آسیب عصب مژگانی | | مردمک گشادشده، واکنش نوری ضعیفی دارد اما با پاسخ طبیعی به تطابق |
| نشانه آدسون                      | آلفرد واشینگتن آدسون                                                   | جراحی عروق                                   | نشانگان خروجی قفسه سینه | | از بین بردن نبض شریان رادیال با مانور |
| قانون الکساندر                   | گوستاف الکساندر                                                        | مغز و اعصاب، گوش، حلق و بینی                 | ضایعات سیستم دهلیزی | | نیستاگموس در سیستم دهلیزی |
| آزمون آلن                        | ادگار ون نایز آلن                                                      | جراحی عروق، مراقبت‌های اورژانس                | تأمین خون شریانی دست | | آزمون‌های وجود آناستوموز سرخرگ‌های اولنار-رادیال در کف دست (قوس شریانی کف دست) |
| نمره آپگار                       | ویرجینیا آپگار                                                         | پزشکی زایمان، پزشکی اطفال و نوزادان          | | | ارزیابی اولیهٔ سلامت نوزاد |
| آزمون اَپلی                       | الن گراهام اَپلی                                                        | ارتوپدی                                      | ضایعات منیسک | | مانورهایی برای ایجاد درد زانو جهت معاینه و ارزیابی منیسک |
| مردمک آرگایل-رابرتسون            | داگلاس آرگایل رابرتسون                                                 | مغز و اعصاب                                  | سیفلیس عصبی | | مردمک‌هایی کوچک و دو سویه‌ای هستند که وقتی اشیاء نزدیک به آنها متمرکز شوند، تنگ می‌شوند. |
| شمارش آرنت                       | یوزف آرنت                                                              | هماتولوژی، تغذیه                             | کمبود اسید فولیک | | لوبولاسیون هسته‌های نوتروفیل |
| نشانه آسبو-هانسن                 | گوستاو آسبو-هانسن                                                      | بیماری‌های پوست و مو                          | تاول بزرگ | | گسترش یک تاول به ناحیهٔ بدون تاول مجاور هنگام فشار دادنش |
| آزمایش آشهایم-تسوندک             | زلمار آشهایم، برنهارت تسوندک                                           | پزشکی زایمان                                 | بارداری طبیعی | synd/1834 در وبگاه هونِـیمدئیت؟ | واکنش استرال در موش با تزریق ادرار زن باردار |
| اجسام آشوف                       | لودویگ آشوف                                                            | آسیب‌شناسی، روماتولوژی                        | تب روماتیسمی | | کانون‌های التهاب بینابینی در میوکارد و جاهای دیگر |
| روش اَشبی                         | وینیفرد اَشبی                                                           | آسیب‌شناسی، هماتولوژی                         | همولیز | synd/233 در وبگاه هونِـیمدئیت؟ | تست آگلوتیناسیون برای میزان بقای گلبول‌های قرمز |
| گروه خونی آبرگر                  | آبرگر (نام بیمار)                                                      | هماتولوژی                                    | فیزیولوژی طبیعی | synd/283 در وبگاه هونِـیمدئیت؟ | آنتی‌ژن Aua |
| نشانه آئونبروگر                  | لئوپولد آئونبروگر                                                      | کاردیولوژی                                   | افیوژن پریکارد | synd/284 در وبگاه هونِـیمدئیت؟ | برآمدگی اپی‌گاستر |
| میله آئور                        | جان آئور                                                               | هماتولوژی                                    | لوسمی حاد میلوئیدی | | انکلوزیون‌های سیتوپلاسمی در میلوبلاست‌ها |
| نشانه آئوشپیتس                   | هاینریش آئوشپیتس                                                       | بیماری‌های پوست و مو                          | پسوریازیس | | خونریزی بسیار ریز نقطه‌ای پس از برداشتن پوسته‌ها از پسوریازیس یا زگیل |
| سوفل آستین فلینت                 | آستین فلینت                                                            | کاردیولوژی                                   | نارسایی دریچه آئورت | | رامبل میان-دیاستولی که در نوک قلب شنیده می‌شود. |
| نشانهٔ بابینسکی                   | ژوزف بابینسکی                                                          | مغز و اعصاب                                  | رفلکس کف پا غیرطبیعی | کومار، اس‌پی؛ راماسوبرامانیان، دی (دسامبر ۲۰۰۰). «نشانهٔ بابینسکی - ارزیابی مجدد». نورول ایندیا. ۴۸ (۴): ۳۱۴–۸. PMID 11146592. دریافت‌شده در ۱۳ آوریل ۲۰۰۹. | با تحریک نرم سطح بیرونی کف پا انگشت بزرگ پا به پشت خم شده و سایر انگشتان از هم جدا می‌شوند. |
| رفلکس بِینبریج                    | فرانسیس آرتور بینبریج                                                  | کاردیولوژی                                   | فیزیولوژی طبیعی | | افزایش ضربان قلب با افزایش حجم خون در گردش |
| حلقه‌های بالبیانی                 | ادوار-ژرار بالبیانی                                                    | ژنتیک                                        | رونویسی آران‌ای | synd/601 در وبگاه هونِـیمدئیت؟ | گلوله متورم کروموزومی که نشان‌دهنده محل رونویسی آران‌ای است |
| نشانه بالانس                     | چارلز آلفرد بالانس                                                     | جراحی                                        | ترومای شکم/طحال | | صدای مبهم هنگام دق پهلوی چپ، ربع فوقانی شکم، رزونانس هنگام دق پهلوی راست |
| نشانه بنکرافت                    | جوزف بنکرافت                                                           | پزشکی عروق                                   | ترومبوز سیاهرگی عمقی | | درد در هنگام فشردگی قدامی (اما نه جانبی) ساق پا |
| آزمون بارانی                     | روبرت بارانی                                                           | مغز و اعصاب، گوش، حلق و بینی                 | سرگیجه، اختلال عملکرد دهلیزی گوش | synd/595 در وبگاه هونِـیمدئیت؟ | نیستاگموس ناشی از شستشوی سرد یا گرم مجرای گوش |
| مانور بارلو                      | توماس جافری بارلو، جراح ارتوپد اطفال بریتانیایی، (۱۹۷۵–۱۹۱۵)           | ارتوپدی، اطفال                               | دیسپلازی لگن خاصره | | دررفتگی هنگام اداکشن لگن |
| هموگلوبین بارت                   | بیمارستان بارت                                                         | آسیب‌شناسی، پزشکی زنان                        | نشان دهنده دلیل خاصی برای مرگ در برخی از نوزادان مرده است | | از دست دادن هر چهار ژن آلفا گلوبین (تالاسمی آلفای کامل) منجر به تولد نوزادان مرده با کم خونی شدید به همراه مقادیر کمی هموگلوبین غیرطبیعی متشکل از چهار زیر واحد گاما (هموگلوبین بارت) می‌شود.                                       |
| نشانهٔ باستیان–برونس              | هنری چارلتون باستیان، لودویگ برونس                                     | مغز و اعصاب                                  | قطع نخاع | | از دست دادن تون عضلانی و رفلکس‌های عصبی زیر سطح ضایعه |
| نشانه بتل                        | ویلیام هنری بتل                                                        | جراحی مغز و اعصاب/تروماتولوژی                | شکستگی کف جمجمه | | اکیموز زائدهٔ ماستوئید استخوان جمجمه |
| خطوط بو                          | ژوزف انوره سیمون بو                                                    | بیماری‌های پوست، پزشکی داخلی                  | دلایل متفاوت از جمله ضربه | | برآمدگی‌های عرضی روی ناخن‌ها |
| سه‌گانه بک                        | کلاد بک                                                                | کاردیولوژی                                   | تامپوناد قلبی | | افت فشار خون، افزایش فشار ورید مرکزی (JVP)، صداهای نامفهوم و بسیار ضعیف قلب |
| نشانهٔ بکر                        | اتو هاینریش اینوخ بکر                                                  | چشم‌پزشکی، غدد درون‌ریز و متابولیسم            | تیروتوکسیکوز | | نبض قابل مشاهده شریان‌های شبکیه |
| نشانه بیور                       | چارلز ادوارد بیوِر                                                      | بیماری‌های مغز و اعصاب، جراحی مغز و اعصاب     | آسیب نخاعی بین سطوح T9 و T10 | | حرکت ناف با خم کردن گردن به سمت سر |
| رفلکس بختیرف–یاکوبزون            | ولادیمیر بختیرف، لوئیس یاکوبزون-لاسک                                   | مغز و اعصاب                                  | ضایعات راه هرمی | | ضربه به پشت بازو در محل استخوان زند زبرین در حالی که کف دست‌ها رو به بالاست، موجب اَبداکشن دست و خم شدن انگشتان دست می‌شود. |
| رفلکس بختیرف–مندل                | ولادیمیر بختیرف، کورت مندل                                             | مغز و اعصاب                                  | ضایعات راه هرمی | | ضربه به پشت پا، موجب خم شدن انگشتان دوم تا پنجم پا به سمت پائین می‌شود. |
| پروتئین بنس جونز                 | هنری بنس جونز                                                          | هماتولوژی                                    | مولتیپل میلوما | | |
| واکنشگر بندیک                    | استنلی راسیتر بندیکت                                                   | غدد درون‌ریز و متابولیسم                      | دیابت | | معرف شیمیایی که به عنوان نشانگر برای حضور قندهای احیاکننده استفاده می‌شود که شامل همهٔ منوساکاریدها و بسیاری از دی‌ساکاریدها مثل لاکتوز و مالتوز است.                                                                                 |
| امواج آلفا                       | هانس برگر                                                              | مغز و اعصاب                                  | فیزیولوژی طبیعی | | موج آلفا در نوار مغزی |
| رفلکس بتسولد–یاریش               | آلبرت فون بتسولد، آدولف یاریش                                          | داروشناسی، سم‌شناسی                           | اثر برخی از آلکالوئیدها | | آپنه، برادی‌کاردی، افت فشار خون |
| آزمون سه مرحله‌ای پارکز–بیلشوفسکی | آلفرد بیلشوفسکی                                                        | مغز و اعصاب، چشم‌پزشکی                        | ضایعات عصب قرقره‌ای | | آزمونی برای ارزیابی فلج عضله مایل فوقانی چشم |
| نشانه بینگ                       | پائول روبرت بینگ                                                       | مغز و اعصاب                                  | ضایعه راه هرمی | | خاراندنِ پشتِ پا یا انگشتِ شستِ پا با سنجاق، باعث صاف شدنِ شستِ پا (حرکت رو با بالای آن) می‌شود. |
| تنفس بیوت                        | کامی بیو                                                               | مغز و اعصاب                                  | فتق ساقهٔ مغز | | تنفس سریع کم‌عمق و به دنبال آن بروز آپنه |
| لکه‌های بیتوت                     | پیر بیتو                                                               | چشم‌پزشکی                                     | کمبود ویتامین آ | | نقاطی از رسوب کراتین در ملتحمه |
| نشانه زایدل                      | یانیک پیترسن پیروم                                                     | چشم‌پزشکی                                     | آب‌سیاه | | یک لکه تار داسی‌شکل که در امتداد فوقانی یا تحتانی نقطه کور قرار دارد |
| نشانه بلومبرگ                    | یاکوب موریتس بلومبرگ                                                   | جراحی                                        | پریتونیت | | تندرنس بازگشتی شکم |
| نقطه بوآس                        | ایسمار ایزیدور بوآس                                                    | بیماری‌های دستگاه گوارش                       | زخم معده | | ناحیه‌ای حساس به لمس در سمت چپ مهره ۱۲ سینه‌ای |
| نشانه بوآس                       | ایسمار ایزیدور بوآس                                                    | بیماری‌های دستگاه گوارش                       | کُله‌سیستیت حاد | | هیپرستزی (افزایش یا تغییر حساسیت) در زیر هیپوکندریوم راست (ناحیه فوقانی راست شکم) یا ناحیه مربوط به دندهٔ ۱۲ در شکم |
| واحد بودانسکی                    | آرون بودانسکی                                                          | شیمی بالینی                                  | | | واحد اندازه‌گیری غلظت آلکالین فسفاتاز در خون |
| نشانه باستن                      | لئونارد ان. باستن                                                      | چشم‌پزشکی، غدد درون‌ریز و متابولیسم            | تیروتوکسیکوز | | افتادگی اسپاسمودیک پلک فوقانی هنگام چرخش چشم به سمت پایین |
| گره‌های بوشار                     | شارل ژاک بوشار                                                         | روماتولوژی                                   | استئوآرتروز | | کیست‌های ژلاتینی یا استخوانی در مفصل‌های میان‌بندانگشتی دست |
| اجسام براخت-وشتر                 | اریش فرانتس اویگین براخت، هرمان یولیوس گوستاف وشتر                     | کاردیولوژی                                   | آندوکاردیت عفونی | | لکه‌های زرد مایل به سفید در میوکارد |
| نشانه برانهام                    | هنری برانهام                                                           | جراحی عروق، مغز و اعصاب                      | بیماری کلیوی مزمن، همودیالیز | | فشار دادن قسمت پروگزیمال فیستول شریانی-وریدی منجر به برادی کاردی می‌شود |
| انقباضات برکستون هیکس            | جان برکستون هیکس                                                       | پزشکی زایمان                                 | حاملگی طبیعی | | «زایمان کاذب». انقباضات پراکنده که از اواسط سه‌ماهه اول شروع می‌شود |
| بافت‌مردگی بروئر                  | جرج امرسون بروئر                                                       | مغز و اعصاب، آسیب‌شناسی                       | پیلونفریت | | نواحی گوه‌ای‌شکل قرمز تیره در باقت کلیه شبیه انفارکتوس |
| رفلکس بریسو                      | ادوار بریسو                                                            | مغز و اعصاب                                  | ضایعات راه هرمی | | تحریک کف پا باعث انقباض ماهیچه تنسور فاسیا لاتا می‌شود |
| نشانه وارونه برادبنت             | ویلیام برادبنت                                                         | کاردیولوژی                                   | هیپرتروفی دهلیز چپ قلب | | سیستول قابل لمس در دیواره پشتی قفسه سینه |
| نشانه برادبنت                    | والتر برادبنت                                                          | کاردیولوژی                                   | پریکاردیت چسبنده | | پسرفت فضاهای بین دنده ای تحتانی چپ |
| زبان‌پریشی بروکا                  | پل بروکا                                                               | مغز و اعصاب، عصب‌روان‌شناسی                    | اختلال تکاملی یا سایر آسیب‌های نواحی مختلف قشر پیشانی | | زبان‌پریشی بیانی |
| آزمون دق ترندلنبرگ–برودی         | بنیامین کالینز برودی، بارونت اول، فردریش ترندلنبرگ                     | پزشکی عمومی، جراحی                           | واریس | | یک انگشت روی قسمت پایینی (دیستال) سیاهرگ مورد بررسی قرار می‌گیرد. سپس به قسمت بالایی (پرگزیمال) سیاهرگ ضربه زده می‌شود (دَق). اگر ضربه توسط انگشتی که در انتهای پایین قرار دارد احساس شود، نشان‌دهنده ناکارآمدی دریچه‌های آن سیاهرگ است |
| نشانه بودان                      | پیر-کنستان بودان                                                       | جراحی، پزشکی زایمان                          | ماستیت چرکی | | اگر شیر مادری که در یک پد استریل ریخته می‌شود با چرک همراه باشد (آثار قهوه ای، زرد یا خونی)، ممکن است ماستیت وجود داشته باشد. |
| آزمون ترندلنبرگ–برودی            | بنیامین کالینز برودی، بارونت اول، فردریش ترندلنبرگ                     | پزشکی عمومی، جراحی                           | واریس | | میزان نارسایی دریچه‌ای را مشخص می‌کند |
| نشانهٔ گردنی برودزینسکی           | یوزف بروجینسکی                                                         | مغز و اعصاب                                  | مننژیت | | خم کردن گردن باعث خم شدن غیرارادی مفاصل لگن می‌شود |
| نشانهٔ گونه‌ای برودزینسکی          | یوزف بروجینسکی                                                         | مغز و اعصاب                                  | مننژیت | | فشار روی گونه باعث خم شدن ساعد می‌شود |
| نشانهٔ سمفیزیال برودزینسکی        | یوزف بروجینسکی                                                         | مغز و اعصاب                                  | مننژیت | | فشار روی سمفیز پوبیس باعث خم شدن غیرارادی لگن و زانو و اَبداکشِن (دور شدن) ساق از محور بدن می‌شود. |
| رفلکس برودزینسکی                 | یوزف بروجینسکی                                                         | مغز و اعصاب                                  | مننژیت | | خم شدن غیرفعال زانو به سمت شکم باعث خم شدن ران و زانو در طرف مقابل می‌شود. |
| بروئی قلبی روژه                  | آنری-لویی روژه                                                         | کاردیولوژی کودکان                            | نقص دیواره بین‌بطنی | | سوفل قلبی پانسیستولیک با صدای بلند |
| آپراکسی برونس                    | لودویگ برونس                                                           | مغز و اعصاب                                  | ضایعات لوب پیشانی مغز | | مشکل حرکت پا در تماس با کف زمین، تمایل به پَس افتادن |
| نیستاگموس برونس                  | لودویگ برونس                                                           | مغز و اعصاب                                  | تومورهای زاویه پل مغزی، نوروم آکوستیک | | در هنگام نگاه کردن به سمت ضایعه، نیستاگموس آهسته با دامنه بلند (نیستاگموس فلج خیره‌ای) و هنگام نگاه کردن به سمتِ مخالف ضایعه، نیستاگموس تند با دامنه کوتاه (نیستاگموس دهلیزی) ایجاد می‌شود.                                           |
| نقاط براشفیلد                    | توماس براشفیلد                                                         | چشم‌پزشکی، ژنتیک                              | نشانگان داون؛ یافتهٔ طبیعی | | نقاط یا لکه‌های کوچک و سفید یا خاکستری/قهوه‌ای در حاشیه عنبیه چشم انسان |
| آزمون برگر                       | لیو برگر                                                               | پزشکی عمومی، جراحی                           | بیماری سرخرگ محیطی | | رنگ پریدگی ساق پا با بالا آوردن آن |
| خط برتون                         | هنری برتون                                                             | سم‌شناسی                                      | مسمومیت با سرب | خط برتون | تغییر رنگ آبی لبه لثه‌ها |
| حلقه‌های کابوت                    | ریچارد کلارک کابوت                                                     | خون‌شناسی                                     | مسمومیت با سرب، کم‌خونی | | رشته‌های نخ مانند در گلبول‌های قرمز |
| کاپوت مدوزا                      | مدوسا                                                                  | گوارش، جراحی                                 | پُرفشاری سیاهرگ باب کبدی | | عروق متسع و برجسته به‌صورت شعاعی در اطراف ناف بیمار |
| نشانه کاردارلی                   | آنتونیو کاردارلی                                                       | کاردیولوژی، جراحی قفسه سینه                  | اتساع قوس آئورت یا آنوریسم، تومور مدیاستن | | یک نبض غیرطبیعی در سمت راست نای |
| سوفل کری کومس                    | کری کومس                                                               | کاردیولوژی، روماتولوژی                       | تب روماتیسمی | | صدایی کوتاه و میان‌دیاستولی است که نوک قلب شنیده می‌شود. |
| نشانه کارنت                      | جان برتون کارنت                                                        | مراقبت‌های اولیه، جراحی                       | توده شکمی و/یا درد | | بیمار به پشت خوابیده، سر را از روی تخت بلند می‌کند: ↑ درد – دیواره شکم؛ ↓ درد – داخل صفاقی |
| نشانه کاروایو                    | خوزه مانوئل ریورو کاروایو                                              | کاردیولوژی                                   | نارسایی دریچه سه‌لتی | | سوفل پان‌سیستولی این بیماران با انجام دَم بلندتر شنیده می‌شود |
| گردن‌بند کاسال                    | گاسپار کاسال                                                           | تغذیه                                        | پلاگر (کمبود نیاسین یا ویتامین ب۳) | گردن‌بند کاسال در مدسکیپ | اریتم و تیرگی پوست اطراف گردن |
| آزمایش کازونی                    | تومازو کازونی                                                          | بیماری‌های عفونی، طب گرمسیری                  | علل گوناگون | | تزریق داخل پوستی مایع هیداتید باعث ایجاد کهیر یا برجستگی پوستی می‌شود. |
| نشانه کاستل                      | دونالد او. کاستل                                                       | بیماری‌های عفونی، پزشکی گوارش                 | کیست هیداتید | | تغییر صدای دق در دم و بازدم عمیق در پایین‌ترین ناحیه فضای بین دنده‌ای (هشتم یا نهم) در خط زیر بغل قدامی چپ |
| نشانه‌های سلسوس در التهاب         | آلوس کورنلیوس سلسوس                                                    | گوناگون                                      | التهاب | | ۱. قرمزی ۲. تورم ۳. گرمی ۴. درد |
| رفلکس چاداک                      | چارلز گیلبرت چاداک                                                     | مغز و اعصاب                                  | ضایعات هرمی، ضایعات دستگاه قشر نخاعی | | زدن ضربه‌ای خفیف به برآمدگی قوزک باعث اکستانسیون (صاف شدن) انگشت شست پا می‌شود |
| نشانه چادویک                     | جیمز رید چادویک                                                        | پزشکی زایمان                                 | بارداری | | تغییر رنگ آبی مایل به بنفش در غشاهای مخاطی فرج، واژن (به ویژه در دیواره قدامی واژن) و دهانه رحم |
| بیماری شاگاس                     | کارلوس شاگاس                                                           | بیماری‌های عفونی و گرمسیری                    | نارسایی قلبی | | نارسایی قلب، اتساع مری، مگاکولون |
| بیماری شاگاس                     | کارلوس شاگاس                                                           | جراحی                                        | کلانژیت صعودی | | یرقان، تب و لرز، درد ربع فوقانی راست شکم |
| سه‌گانه شارکو                     | ژان-مارتن شارکو                                                        | مغز و اعصاب                                  | ام‌اس | | نیستاگموس، لرزش قصدبنیاد، گفتار مقطع |
| کریستال‌های شارکوت-لیدن           | ژان-مارتن شارکو، ارنست ویکتور فون لایدن                                | آسیب‌شناسی                                    | هر اختلالی که با تکثیر ائوزینوفیل‌ها همراه باشد، به عنوان مثال: آسکاریازیس | | کریستال‌های لیزوفسفولیپاز در بافت‌های مختلف |
| تنفس شین–استوکس                  | جان شین، ویلیام استوکس                                                 | مراقبت تسکینی                                | آسیب مرکز تنفس | | نوسان بین آپنه و تندنفسی |
| رفلکس چرچیل–کپ                   | ادوارد دیلوس چرچیل، الیور کُپ                                           | کاردیولوژی                                   | نارسایی قلبی | | اتساع بستر عروق ریوی باعث تندنفسی |
| نشانه شوستوک                     | فرانتیشک خووستیک                                                       | غدد درون‌ریز و متابولیسم                      | هیپوکلسمی | | ضربه زدن روی عصب صورت باعث انقباض (های) غیرطبیعی ماهیچه می‌شود. |
| نشانه کلی‌بروک                    | ادوین کلی‌بروک                                                          | جراحی، پزشکی اورژانس                         | ترومای غیرنافذ شکمی | | صداهای صداهای قلبی و صداهای ریوی که از دیواره شکم شنیده می‌شود نشان دهنده پارگی احشاء شکم است |
| مفاصل کلاتون                     | هنری هیو کلاتون                                                        | پزشکی کودکان                                 | سیفلیس مادرزادی | | هیدرآرتروزهای متقارن بدون درد، به ویژه در زانوها |
| مثلث کادمن                       | ارنست اموری کادمن                                                      | سرطان‌شناسی، رادیولوژی، ارتوپدی               | تومورهای استئوسارکوم، سارکوم یوئینگ، یومایسیتوم یا آبسهٔ تحتِ پریوست | | یک ناحیهٔ مثلثی‌شکل تحت پریوست است و هنگامی ایجاد می‌شود که یک ضایعه - غالباً یک تومور - پریوست استخوان را از آن جدا می‌کند |
| نشانه کومبی                      | ژول کومبی                                                              | پزشکی کودکان                                 | سرخک | | لکه‌های سفید رنگ روی لثه و مخاط درونی دهان |
| نشانهٔ کومولی                     | آنتونیو کومولی                                                         | ارتوپدی                                      | شکستگی استخوان کتف | «نشانهٔ کومولی». دیکشنری آزاد. دریافت‌شده در ۲۹ مه ۲۰۱۳.                                                                                                   | تورم مثلثی‌شکل منطبق با طرح لبه‌های استخوان کتف |
| تست کومبس                        | رابین کومس                                                             | هماتولوژی                                    | کم‌خونی همولیتیک | | |
| روش ایمونوفلورسانس کونس          | آلبرت کونس                                                             | ایمنی‌شناسی                                   | | آلبرت کونس در انتشارات آکادمی ملی | تشخیص آنتی‌بادی‌ها توسط میکروسکوپ فلوئورسانس با استفاده از پادتن‌های نشاندارشده با فلورسین |
| نشانه کورنل                      | اتل ال. کورنل روان‌پزشک دانشگاه کلمبیا                                  | مغز و اعصاب                                  | ضایعات راه‌های هرمی | نشانهٔ بابینسکی - ارزیابی مجدد نورول ایندیا ۴۸ (۴): ۳۱۴–۸.                                                                                                | خاراندن یا تحریک پا در امتداد تاندون بازکننده انگشت شست پا باعث ایجاد رفلکس کف پا اکستانسور می‌شود |
| نبض کوریگان                      | دامینیک کوریگان                                                        | کاردیولوژی                                   | نارسایی آئورت | | نبضی تپشی و نیرومند سرخرگ کاروتید که به سرعت افزایش می‌یابد و متعاقباً به ناگاه افت می‌کند |
| اجسام کانسیلمن                   | ویلیام توماس کانسیلمن                                                  | بیماری عفونی                                 | تب زرد، تب‌های خونریزی‌دهنده ویروسی | | گلبول‌های ائوزینوفیلیک در کبد |
| قانون کوروازیه                   | لودویگ گیورگ کوروازیه                                                  | بیماری‌های دستگاه گوارش                       | زردی انسدادی | | کیسه صفرای قابل لمس به‌همراه زردی و بدون درد که بعید است به‌دلیل سنگ کیسه صفرا باشد. |
| نشانه کرایتون-براون              | جیمز کرایتون براون                                                     | عصب‌روان‌شناسی                                 | فلج عمومی | | انقباض لبه بیرونی چشم و دهان |
| نشانه کرو                        | فرانک ویلکینسون کرو                                                    | بیماری‌های پوست و مو                          | نوروفیبروماتوز تیپ ۱ | | کک‌ومک زیر بغل |
| بروئی کروویه–بائومگارتن          | ژان کروویه، پائول کلیمنس فون بائومگارتن                                | پزشکی کبد                                    | بیماری کروویه–بائومگارتن | | بروئی اطراف ناف |
| نشانه کالن                       | توماس استیون کالن                                                      | جراحی، پزشکی زایمان                          | خونریزی داخل شکمی، حاملگی خارج از رحم | | اکیموز اطراف ناف نشانه‌ای از آغاز پانکراتیت حاد است |
| مارپیچ‌های کورشمان                | هاینریش کورشمان                                                        | پزشکی ریه                                    | آسم | | پلاک‌های مخاطی مارپیچی که در خلط یافت می‌شوند |
| سه‌گانه کوشینگ                    | هاروی ویلیام کوشینگ                                                    | مغز و اعصاب                                  | فشار درون‌جمجمه‌ای افزایش‌یافته | | افزایش فشار خون سیستولیک، برادی کاردی، تنفس نامنظم |
| مانور دغر                        | نبیل نوحال دغر                                                         | جراحی تروما                                  | ترومای نافذ لگن | | لمس دو دستی جسم خارجی در لگن با یک انگشت در یک برش در کنار مقعد و انگشت دیگر در درون راست‌روده |
| گرهک‌های دالن-فوکس                | یوهان دالن، ارنست فوکس                                                 | چشم‌پزشکی                                     | افتالمی سمپاتی | یوئیت گرانولومی گسترده در چشم غیر مبتلا به‌دنبال آسیب به چشم دیگر                                                                                         | |
| نشانه دال                        | کی.وی. دال                                                             | پزشکی ریه                                    | بیماری مزمن انسدادی ریه | | پینه‌های رنگدانه‌دار در سطح قدامی ران (در اثر تکیه بر آرنج) |
| نشانه دلریمپل                    | جان دلریمپل                                                            | چشم‌پزشکی، غدد درون‌ریز و متابولیسم            | تیروتوکسیکوز | synd/494 در وبگاه هونِـیمدئیت؟ | پهن شدن شکاف پلک‌ها |
| نشانه دنس                        | ژان باتیست ایپولیت دنس                                                 | جراحی (اطفال)                                | درهم‌روی روده در ناحیهٔ ایلئوسکال | synd/3355 در وبگاه هونِـیمدئیت؟ | ربع تحتانی راست شکم خالی به‌نظر می‌رسد (حفره ایلیاک راست جمع‌شده) |
| نشانه داریه                      | فردینان-ژان داریه                                                      | آلرژی، بیماری‌های پوست و مو                   | کهیر رنگدانه‌دار | | درموگرافی |
| انگشتان داسون                    | جیمز واکر داسون                                                        | مغز و اعصاب                                  | ام‌اس | ام.‌اس | ظاهر مشخصه انگشت‌مانند بطن جانبی در ام‌آرآی، سی‌تی اسکن، یا در کالبد شکافی |
| نشانه دو موسه                    | آلفرد دو موسه                                                          | کاردیولوژی                                   | نارسایی دریچهٔ آئورت | | تکان مختصر سر با هر ضربان قلب |
| چین دنی–مورگان                   | چارلز کلیتون دنی دی.بی. مورگان                                         | بیماری‌های پوست و مو                          | درماتیت آتوپیک | خط دنی در «دیکشنری آزاد» | چین یا خطی در پوست زیر پلک پایینی |
| نشانه دتو                        | اتین دتو                                                               | ارتوپدی                                      | شکستگی لگن | معاینهٔ بیماران مبتلا به شکستگی لگن | اکیموز در بالای رباط اینگوینال، در کیسه بیضه یا ران |
| آزمون دیکس–هالپیک                | مارگارت دیکس، چارلز اسکینر هالپایک                                     | پزشکی گوش و حلق و بینی                       | سرگیجه وضعیتی حمله‌ای خوش‌خیم | synd/3615 در وبگاه هونِـیمدئیت؟ | ایجاد سرگیجه شدید در هنگام حرکت جانبی سر بیمار در حالت خوابیده به پشت |
| اجسام دوله                       | کارل گوتفریت پائول دوله                                                | آسیب‌شناسی                                    | گوناگون از جمله تروما و نئوپلاسم | | اجسام انکلوزیونی لکوسیتی بازوفیلیک به رنگ آبی روشن-خاکستری در بخش پیرامونی سیتوپلاسم نوتروفیل‌ها |
| نشانه دوئی                       | هیتوکا دوئی                                                            | مغز و اعصاب                                  | سندرم میاستنی لامبرت–ایتون | | ظهور مجدد رفلکس‌های عمیق تاندون پس از مدت کوتاهی از انقباض حداکثری عضلانی |
| نشانه دانفی                      | آزبورن جوبی دانفی                                                      | جراحی                                        | آپاندیسیت حاد | | افزایش درد شکم هنگام سرفه |
| نشانه دروزیه                     | پل لوئی دروزیه                                                         | کاردیولوژی                                   | نارسایی دریچهٔ آئورت | | سوفل دیاستولی بر روی سرخرگ رانی در اثر فشردن قسمت زنگوله‌ای گوشی پزشکی بر روی آن |
| نقاط الشنیگ                      | آنتون الشنیگ                                                           | چشم‌پزشکی                                     | رتینوپاتی ناشی از فشار خون زیاد | | |
| مرواریدهای اپشتاین               | آلوئیس اپشتاین                                                         | پزشکی کودکان                                 | یافته‌ای طبیعی در نوزاد | | پاپول‌های کیستی در کام |
| نشانه ایوارت                     | ویلیام ایوارت                                                          | کاردیولوژی                                   | افیوژن پریکارد | | صدای مبهم هنگام دق قفسهٔ سینه، اگوفونی و صداهای تنفس نایژه در نوک استخوان کتف چپ |
| نشانه فاژه                       | ژان-شارل فاژه                                                          | بیماری‌های عفونی                              | تب زرد، حصبه، تولارمی، تب مالت و موارد دیگر | نشانه فاژه در وبگاه هونِـیمدئیت؟ | تظاهر غیرطبیعی تب و برادی‌کاردی همزمان |
| آزمون فینکل‌اشتاین                | هَری فینکلستین                                                          | روماتولوژی                                   | سندرم دکوروان | | |
| نقاط فورکهایمر                   | فردریک فورکهایمر                                                       | پزشکی کودکان                                 | سرخجه | | لکه‌های قرمز کوچک روی کام نرم |
| نشانه فوترگیل                    | جان فوترگیل                                                            | جراحی                                        | هماتوم غلاف عضلهٔ راست شکم | | توده قدامی شکم که از خط وسط عبور نمی‌کند و زمانی که عضلات دیواره شکم منقبض می‌شوند هنوز قابل لمس است. |
| نشانه فاکس                       | جرج هنری فاکس                                                          | بیماری‌های دستگاه گوارش                       | پانکراتیت خونریزی‌دهنده | | اکیموز رباط اینگوینال (خون به صورت خلفی صفاقی ردیابی می‌شود) |
| نشانه فرانک                      | سندرس تی. فرانک                                                        | کاردیولوژی                                   | بیماری سرخرگ کرونری | | چروک گوش نشان دهنده خطر بیماری قلبی (مورد بحث و تردید است) |
| نشانه فریدرایش                   | نیکلاس فریدرایش                                                        | کاردیولوژی                                   | پریکاردیت فشارنده، نارسایی دریچهٔ سه‌لتی | | فروافتادگی (کلاپس) دیواره وریدهای گردن متسع در هنگام دیاستول قلب |
| نشانه فرومون                     | ژول فرومون                                                             | مغز و اعصاب                                  | فلج عصب اولنار | | بیمار کاغذی بین انگشت شست و کف دست نگه می‌دارد (در مقابل تلاش برای عقب کشیدن آن)؛ سپس توانایی انجام این کار (نگه داشتن کاغذ میان دو انگشت) ارزیابی می‌شود                                                                            |
| پدیده گالاواردان                 | لویی گالاواردان                                                        | کاردیولوژی                                   | تنگی دریچهٔ آئورت | | جدایی مولفه‌های موسیقایی و نامفهوم در سوفل تخلیه قلب |
| اجسام گامنا–فاور                 | کارلوس گامنا موریس فاور                                                | بافت‌شناسی                                    | لنفوگرانولوما ونروم | اجسام گامنا–فاور در وبگاه هونِـیمدئیت؟ | اجسام انکلوزیونی بازوفیلیک بزرگ و داخل سیتوپلاسمی در سلول‌های لایه درون‌رگی |
| گره‌های گاندی–گامنا               | شارل گاندی کارلوس گامنا                                                | بافت‌شناسی                                    | اسپلنومگالی به‌دلیل پرفشاری ورید باب و کم‌خونی داسی‌شکل | گره‌های گاندی–گامنا در وبگاه هونِـیمدئیت؟ | کانون‌های کوچک زرد قهوه‌ای در طحال |
| پدهای گارود                      | آرچیبالد گارود                                                         | بیماری‌های پوست و مو                          | فرسایش و استفادهٔ شدید مکرر تاندون اکستانسور در مفصل بین فالانژیال | | تشکیل پینه در سطح پشتی مفصل‌های میان‌بندانگشتی دست |
| نشانهٔ گرهارت                     | کارل یاکوب آدولف کریستیان گرهارت                                       |                                              | | نشانهٔ گرهارت در وبگاه هونِـیمدئیت؟ | مورد بحث |
| مقیاس کمای گلاسکو                | گلاسگو                                                                 | مغز و اعصاب                                  | یک مقیاس عصبی که هدف آن ارائه روشی قابل اعتماد و عینی برای ثبت وضعیت هوشیاری یک فرد برای ارزیابی اولیه و همچنین ارزیابی بعدی است.                                                         | | مجموع پاسخ‌های چشمی، حرکتی و کلامی. |
| نشانهٔ گوتس                       | روبرت هانس گوتس                                                        | مجرای شریانی باز                             | نشانهٔ گوتس که در طول ونتریکولوگرافی راست در محل مجرای شریانی باز دیده می‌شود، به اثر کنتراست منفی که در شریان ریوی دیده می‌شود، از شانت خون بدون کنتراست از چپ به راست از آئورت اشاره دارد. | | |
| نشانه گوندا                      | ویکتور گوندا، متخصص مغز و اعصاب اوکراینی (۱۹۵۹–۱۸۸۹)                   | مغز و اعصاب                                  | ضایعات راه‌های هرمی مغز | نشانهٔ بابینسکی - ارزیابی مجدد نورول ایندیا ۴۸ (۴): ۳۱۴–۸.                                                                                                | خم شدن و سپس رها کردن ناگهانی انگشت چهارم باعث ایجاد رفلکس اکستانسور کف پا می‌شود. |
| نشانه گودل                       | ویلیام گودل                                                            | پزشکی زایمان                                 | بارداری | | نرم شدن قسمت واژینال دهانه رحم در سه‌ماهه اول بارداری |
| قانون گودسال                     | دیوید هنری گودسال                                                      | پزشکی دستگاه گوارش، جراحی عمومی              | فیستول مقعدی | | روابط آناتومیک، تمایز انواع فیستول |
| نشانه گوردون                     | آلفرد گوردون                                                           | مغز و اعصاب                                  | ضایعات راه‌های هرمی مغز | نشانهٔ بابینسکی - ارزیابی مجدد نورول ایندیا ۴۸ (۴): ۳۱۴–۸.                                                                                                | فشردن عضله ساق پا باعث ایجاد رفلکس اکستانسور کف پا می‌شود |
| پاپول‌های گوترون                  | هاینریش آدولف گوترون                                                   | روماتولوژی                                   | درماتومیوزیت | مبنای آسیب‌شناسی بیماری‌ها (ویرایش هشتم)، رابینز و کوتران                                                                                                  | پوسته پوسته شدن، فوران اریتماتوز یا لکه‌های قرمز تیره روی بند انگشت، آرنج و زانو |
| نشانه گاورز                      | ویلیام گاورز                                                           | مغز و اعصاب                                  | دیستروفی ماهیچه‌ای | | |
| سوفل گراهام استیل                | گراهام استیل                                                           | کاردیولوژی                                   | تنگی دریچه میترال | | احتقان ریه در مبتلایان به پرفشاری ریوی ثانویه به تنگی دریچه میترال |
| نشانه گری ترنر                   | جرج گری ترنر                                                           | جراحی                                        | خونریزی خلفی صفاقی | | کبودی پهلوها |
| نشانه گریفیث                     | الکساندر هیل گریفیث، چشم‌پزشک اسکاتلندی، منچستر                         | غدد درون‌ریز و متابولیسم                      | گریوز آفتالموپاتی | | کندی حرکت پلک زیرین هنگامی که چشم‌ها به سمت بالا نگاه می‌کنند |
| سندرم گریزل                      | پی‌یر گریزل                                                             | روماتولوژی                                   | | | نیمه‌دررفتگی غی تروماتیک مفصل اطلسی‌محوری ناشی از التهاب بافت‌های مجاور |
| نشانهٔ گان                        | رابرت مارکوس گان                                                       | چشم‌پزشکی                                     | فشار خون بالا | نشانهٔ گان در وبگاه هونِـیمدئیت؟ | «تورفتگی» یا «دندانه‌ای شدن» شریانی-وریدی در رتینوپاتی ناشی از فشار خون بالا |
| نشانه هامان                      | لوئیس هامان                                                            | جراحی قفسهٔ سینه                              | پنومومدیاستن یا پنوموپریکاردیوم ناشی از تروما به نای و نایژه | | صدایی خشک و خشن که با ضربان قلب همگام است نه با تنفس |
| برآمدگی همپتون                   | آبری اوتیس همپتون                                                      | رادیولوژی، پزشکی ریه                         | آمبولی ریه همراه با انفارکتوس | برآمدگی همپتون در وبگاه هونِـیمدئیت؟ | کدورت گوه‌ای شکل کم‌عمق در حاشیه ریه و قاعده آن در مجاورت سطح پلور |
| خط همپتون                        | آبری اوتیس همپتون                                                      | رادیولوژی، پزشکی گوارش                       | زخم گوارشی | خط همپتون در وبگاه هونِـیمدئیت؟ | یک خط نازک و پرتوگذر در گردن زخم معدهٔ پُرشده از سولفات باریم |
| نشانه هانینگتون-کیف              | جان جی. هانینگتون-کیف                                                  | جراحی عمومی                                  | فتق سدادی | | علیرغم وجود یک رفلکس مثبت کشکک، رفلکس اداکتور ران وجود ندارد |
| شیار هاریسون                     | ادوارد هاریسون                                                         | پزشکی داخلی                                  | راشیتیسم | شیار هاریسون در وبگاه هونِـیمدئیت؟ | تغییر شکل دنده در قسمت تحتانی قفسه سینه |
| نشانه هچکاک                      | ؟                                                                      | بیماری کودکان، بیماری‌های عفونی               | اوریون | | حساسیت پشت زاویه فک (معمولاً قبل از مشهود بودن تورم) |
| گره هبردن                        | ویلیام هبردن                                                           | روماتولوژی                                   | آرتروز | | همانند گره‌های بوشار، اما بر روی مفاصل انتهایی انگستان |
| نشانه هگار                       | ارنست لودویگ آلفرد هیگار                                               | پزشکی زایمان                                 | بارداری طبیعی | | نرم شدن تنگی دهانه رحم که بین هفته‌های چهارم و ششم ظاهر می‌شود (معمولا) |
| آزمون هس                         | آلفرد فابیان هس                                                        | پزشکی داخلی                                  | شکنندگی مویرگی | آزمون یا پدیدهٔ رامپل لیدز در وبگاه هونِـیمدئیت؟ | ظهور پتشی پس از فشردن بازو با بانداژ یا کاف فشار خون |
| نشانه هیلدرث                     | دی‌اچ هیلدرث                                                            | بیماری‌های پوست و مو                          | تومور گلوموس | | تسکین درد در محل تومور پس از انسداد عروقی اندام، با بازگشت حاد درد هنگام خونرسانی مجدد |
| چهره بقراطی                      | بقراط                                                                  | مراقبت تسکینی                                | مرگ قریب‌الوقوع | | |
| ناخن‌های بقراطی                   | بقراط                                                                  | پزشکی ریه                                    | هیپوکسی مزمن | | چاق شدن فالانژهای دیستال |
| آزمون هیرشبرگ                    | یولیوس هیرشبرگ                                                         | چشم‌پزشکی                                     | انحراف چشم | | انعکاس قرنیه متمرکز بر مرکز (-) یا غیر بیرون از مرکز (+) مردمک است |
| رفلکس هوفمان                     | یوهان هوفمان                                                           | مغز و اعصاب                                  | ضایعات دستگاه قشری-نخاعی | | ضربه زدن به فالانکس دیستال انگشت سوم یا چهارم باعث خم شدن انگشت شست می‌شود. |
| پلاک هالنهورست                   | رابرت هالنهورست                                                        | چشم‌پزشکی                                     | فشار خون بالا، بیماری عروق کرونر و/یا دیابت | | آمبولی کلسترول شریان‌های شبکیه |
| نشانه هومانس                     | جان هومانس                                                             | ترومبوز                                      | ترومبوز سیاهرگی عمقی | | احساس ناراحتی یا درد در پشت زانو هنگام خم کردن فشاری ساق پا به عقب |
| نشانهٔ هوور در فلج پا             | چارلز فرانکلین هوور                                                    | مغز و اعصاب، روان‌پزشکی                       | فلج اندام تحتانی | | علت اندامی را از دلایل غیر اندامی متمایز می‌کند |
| نشانهٔ هوور در ریه‌ها              | چارلز فرانکلین هوور                                                    | پزشکی ریه                                    | بیماری مزمن انسدادی ریه | | حرکت دنده‌های پایینی به‌داخل در حین دم |
| نشانه هاوشیپ–رومبرگ              | جان هاوشیپ موریتس هاینریش رومبرگ                                       | جراحی                                        | فتق سدادی | سندرم هاوشیپ در وبگاه هونِـیمدئیت؟ | درد ناشی از فتق سدادی که به زانو می‌رسد |
| کک‌ومک هاچینسون                   | جاناتان هاچینسون                                                       | بیماری‌های پوست                               | ملانوما | کک‌ومک هاچینسون در وبگاه هونِـیمدئیت؟ | رنگدانه‌های پیش‌سرطانی صورت |
| مردمک هاچینسون                   | جاناتان هاچینسون                                                       | مغز و اعصاب                                  | ضایعات عصب حرکتی چشمی | مردمک هاچینسون در وبگاه هونِـیمدئیت؟ | مردمک گشادشده در کنار ضایعه داخل جمجمه‌ای به دلیل فشردگی عصب سوم |
| نشانه هاچینسون                   | جاناتان هاچینسون                                                       | چشم‌پزشکی                                     | زونا | نشانه هاچینسون ۲ در وبگاه هونِـیمدئیت؟ | ضایعه در نوک بینی که می‌تواند نشانه‌ای از زونای چشمی در آینده باشد. |
| دندان‌های هاچینسون                | جاناتان هاچینسون                                                       | پزشکی کودکان                                 | سیفلیس مادرزادی | | دندان‌های پیشین کوچک با فاصله زیاد با سطوح برندهٔ دندانه‌دار |
| سه‌گانه هاچینسون                  | جاناتان هاچینسون                                                       | پزشکی کودکان                                 | سیفلیس مادرزادی | | کراتیت بینابینی کری عصبی، دندان‌های هاچینسون |
| ضایعه جین‌وی                      | ادوارد گامالیل جین‌وی                                                   | کاردیولوژی                                   | آندوکاردیت عفونی | | پاپول‌های قرمز یا خونریزی‌کنندهٔ کف دست یا کف پا |
| مانور یندراشیک                   | ارنو یندراشیک                                                          | مغز و اعصاب                                  | کاهش رفلکس‌های عصبی | | رفلکس کشکک را با حواس‌پرتی و بدون حواس‌پرتی مقایسه می‌کند |
| آزمون جابجایی جُب                 | کریستوفر جُب                                                            | ارتوپدی                                      | | | |
| نشانه ژوفروآ                     | آلیکس ژوفروآ                                                           | غدد درون‌ریز و متابولیسم                      | اگزوفتالمی در بیماری گریوز | نشانه ژوفروآ ۱ در وبگاه هونِـیمدئیت؟ | فقدان چین و چروک پیشانی هنگامی که بیمار با سر خمیده به پائین، به سمت بالا نگاه می‌کند |
| آزمون یولی                       | فردریش یولی                                                            | مغز و اعصاب                                  | میاستنی گراویس یا سندرم میاستنی لامبرت–ایتون | | نوار عصب و عضله با استفاده از محرک‌های مکرر برای نشان دادن خستگی عضلانی در میاستنی |
| معیارهای جونز                    | تی. داکت جونز                                                          | روماتولوژی                                   | تب روماتیسمی | | معیارهای مورد استفاده برای تشخیص تب روماتیسمی |
| نشانۀ کاناول                     | آلن بی. کاناول                                                         | روماتولوژی، ارتوپدی                          | تنوسینوویت تاندون ماهیچه خم‌کننده انگشتان | تنوسینوویت | (۱) انگشت در خم شدن خفیف، (۲) تورم دوکی شکل، (۳) حساسیت در امتداد غلاف تاندون فلکسور، و (۴) درد با گسترش غیرفعال انگشت |
| حلقه کایزر–فلیشر                 | برنهارت کایزر برونو فلیشر                                              | مغز و اعصاب، بیماری‌های گوارش                 | بیماری ویلسون (دژنراسیون لنتیکولار کبد) | | حلقه ای از رسوب مس قهوه ای رنگ در محل اتصال قرنیه-صلبیه |
| نشانهٔ کِر                         | هانس کِر                                                                | جراحی تروما                                  | پارگی طحال | | درد ارجاعی به شانه چپ |
| نشانهٔ کِلی                        | هاوارد اتوود کلی                                                       | جراحی، ارولوژی                               | | | پاسخ قابل مشاهده حالب هنگام لمس آن (روشی برا شناسایی آن) |
| خطوط کرلی                        | پیتر کرلی                                                              | رادیولوژی                                    | ادم ریه | | |
| نشانه کرنیگ                      | ولدمار کرنیگ                                                           | مغز و اعصاب                                  | مننژیسم، مننژیت، خونریزی زیر عنکبوتیه | synd/2200 در وبگاه هونِـیمدئیت؟ | لگن و زانو کاملاً خم شده است، اکستنشن زانو باعث درد و/یا کمان‌پیکری می‌شود |
| نشانه کوخر                       | امیل تئودور کوخر                                                       | غدد درون‌ریز و متابولیسم، چشم‌پزشکی            | پرکاری تیروئید، بیماری بازدو | | پلک هنگام فیکسیشن سریع به سمت بالا و پایین دچار رترکشن می‌شود |
| پدیده کوبنر                      | هاینریش کوبنر                                                          | بیماری‌های پوست و مو                          | بیماری‌های گوناگون | | |
| گرهک‌های کوپه                     | لیونهارت کوپه                                                          | چشم‌پزشکی                                     | یوئیت | | ندول‌های گرانولوماتوز در حاشیه مردمک |
| لکه‌های کوپلیک                    | هنری کوپلیک                                                            | بیماری کودکان                                | سرخک | | |
| صداهای کوروتکوف                  | نیکولای کوروتکوف                                                       | کاردیولوژی                                   | فشارسنجی شنیداری خون | | کوروتکوف ۵ صدا را توصیف کرد؛ اما فقط اولی (شروع صدای قابل شنیدن و متناظر با فشار سیستولیک) و پنجمی (صدا نامفهوم می‌شود، متناظر با فشار دیاستولیک) اهمیت بالینی عملی دارند.                                                          |
| تنفس کوسمال                      | آدولف کوسمال                                                           | غدد درون‌ریز و متابولیسم                      | اسیدوز متابولیک | | تنفس عمیق با تواتر نرمال یا کاهش یافته |
| اسیدوز متابولیک                  | آدولف کوسمال                                                           | کاردیولوژی                                   | مختلف، از جمله شکست سمت راست | | افزایش اتساع گردن در هنگام دم |
| آزمون کوئیم                      | مورتن آنسگار کوئیم                                                     | پزشکی ریه                                    | سارکوئیدوز | | تزریق داخل جلدی عصارهٔ لنفاوی از فرد مبتلا. منسوخ شده |
| آزمون لاکمن                      | جان لاکمن                                                              | ارتوپدی                                      | آسیب رباط صلیبی قدامی | | تست کشش قدامی اصلاح‌شده زانو در حالی که زانو خم کمتری دارد |
| نشانه لادین                      | لوئیس یولیوس لادین، متخصص زنان لیتوانیایی-آمریکایی (۱۸۶۲–۱۹۵۱)         | پزشکی زایمان                                 | بارداری طبیعی | | نرم‌شدگی بخش جلویی رحم در محل اتصالش به دهانه رحم هنگام معاینه لگنی |
| نشانه لانچیزی                    | جووانی ماریا لانچیزی                                                   | کاردیولوژی                                   | نارسایی دریچهٔ سه‌لتی قلب | | موج وی (V) بسیار بزرگ در رگ گردن |
| سندرم لاندائو–کلفنر              | ویلیام لاندائو، فرانک کلفنر                                            | مغز و اعصاب، روان‌پزشکی                       | زبان‌پریشی | | زبان‌پریشی و یک نوار مغزی غیرطبیعی |
| نشانه لاره                       | دومینیک ژان لاره                                                       | روماتولوژی                                   | ساکروایلئیت | | درد در ناحیه مفصل خاجی‌تهیگاهی هنگام نشستن روی سطوح سفت |
| نشانهٔ لازگ                       | شارل لازگ                                                              | ارتوپدی، جراحی مغز و اعصاب                   | ضایعات دیسک کمر، سیاتیک | | نام دیگر: آزمون بلند کردن مستقیم پا |
| مانور لئوپولد                    | کریستیان گرهارت لئوپولد                                                | پزشکی زایمان                                 | | مانور لئوپولد در وبگاه هونِـیمدئیت؟ | تعیین قرار جنینی |
| نشانه لیزر-ترلا                  | ادموند لیزر اولیس ترلا                                                 | سرطان‌شناسی                                   | تومورهای بدخیم | نشانه لیزر-ترلا در وبگاه هونِـیمدئیت؟ | ظهور ناگهانی خارش و کراتوز سبورئیک |
| نشانه لوین                       | ساموئل ای. لوین                                                        | کاردیولوژی                                   | سکته قلبی | | وقتی از بیمار خواسته می‌شود درد را توصیف کند، مشت را روی سینه می‌فشارد |
| نشانه لرمیت                      | ژان لرمیت                                                              | مغز و اعصاب                                  | ضایعات ستون‌های پشتی طناب گردنی یا بصل النخاع، ام‌اس، شیمی‌درمانی، بیماری بهجت | | احساس برق‌گرفتگی در پشت و اندام با خم کردن یا عقب بردن گردن |
| قانون لیبرمایستر                 | کارل فون لیبرمایستر                                                    | پزشکی داخلی                                  | | قانون لیبرمایستر در وبگاه هونِـیمدئیت؟ | به ازای هر درجه سانتیگراد تب، ۸ ضربه در دقیقه به ضربان قلب افزوده می‌شود |
| گره لیش                          | کارل لیش                                                               | چشم‌پزشکی                                     | نوروفیبروماتوز نوع ۱ | | هامارتومام زرد-قهوه‌ای روی عنبیه |
| نشانه لیسکر                      | ؟                                                                      | پزشکی داخلی                                  | ترومبوز سیاهرگی عمقی | | حساسیت در دق بخش قدامی-میانی استخوان درشت‌نی |
| نشانه لیتن                       | موریتس لیتن                                                            | کاردیولوژی                                   | آندوکاردیت عفونی | نشانه لیتن | اگزودای پنبه‌ای‌شکل در شبکیهٔ چشم |
| اثر لومبار                       | اتین لومبار                                                            | روان‌پزشکی                                    | تشخیص تمارض به کاهش شنوایی/کَری | | صدای انسان هنگام صحبت در محیطی پر سرو صدا به‌طور غیرارادی بلند می‌شود |
| نشانه لوول                       | ؟                                                                      | پزشکی داخلی                                  | ترومبوز سیاهرگی عمقی | | افزایش درد در امتداد وریدِ درگیر با انجام مانور والسالوا؛ فشار پیش از گرفتگی رگ از این امر جلوگیری می‌کند |
| نشانه لوونبرگ                    | رابرت آی. لوونبرگ                                                      | جراحی عروق                                   | ترومبوز سیاهرگی عمقی | | درد فوری هنگام باد کردن کافِ فشار خون به‌دورِ ساق پا |
| سه‌گانه مک‌دونالد                  | جان ام. مک‌دونالد                                                       | روان‌پزشکی                                    | اختلال شخصیت ضداجتماعی | | شب ادراری، میل به آتش‌افروزی و شکنجه حیوانات پیش‌بینی‌کنندهٔ رفتار مجرمانه در آینده است. |
| نشانه مکیوئین                    | ویلیام مکیوئین                                                         | داخلیِ مغز و اعصاب، جراحی مغز و اعصاب         | هیدروسفالی، آبسه مغزی | | رزونانس در دقِ درزِ پیشانی-گیجگاهی-آهیانه‌ای |
| نشانه منیان                      | ولنتان منیان                                                           | پزشکی اعتیاد                                 | اعتیاد و وابستگی به کوکائین | نشانه منیان در وبگاه هونِـیمدئیت؟ | احساس حرکت جسم خارجی در زیر پوست |
| تست مانتو                        | شارل مانتو                                                             | بیماری‌های عفونی                              | سل | | مشتق پروتئین داخل جلدی - قطر برآمدگی پوستی ارزیابی می‌شود. |
| مردمک مارکوس گان                 | رابرت مارکوس گان                                                       | چشم‌پزشکی، مغز و اعصاب                        | بیماری شدید شبکیه، ضایعه عصب بینایی قدامی به کیاسم | مردمک مارکوس گان در وبگاه هونِـیمدئیت؟ | اتساع نسبی مردمک چشم وقتی نور چراغ معاینه‌کننده به سمت آسیب دیده می‌چرخد |
| نشانه مارکل                      | جرج بوشل مارکل چهارم                                                   | جراحی                                        | آپاندیسیت | | درد ربع تحتانی راست شکم هنگام افتادن روی پاشنه پا از حالت ایستاده روی نوک انگشتان |
| نشانه مسوح                       | فاروق مسوح                                                             | جراحی                                        | آپاندیسیت | | اخم کردن بیمار هنگام ضربه خفیف یا مالش سمت راست (و نه سمت چپ) شکم. |
| نشانه مین                        | ؟                                                                      | کاردیولوژی                                   | نارسایی آئورت | | افت فشار خون دیاستولیک بیش از ۱۵ میلی‌متر جیوه هنگام بالا بردن بازو |
| نقطه مک‌برنی                      | چارلز مک‌برنی                                                           | جراحی                                        | آپاندیسیت | | تمرکز درد در نقطه‌ای در محدوده سمت راست و پایین شکم که محل دقیق نقطه‌ای است که بین دوسوم داخلی و یک‌سوم خارجی خط متصل‌کنندهٔ آسیس به ناف. زیر این نقطه محلی است که در بیشتر موارد قاعده آپاندیس به سکوم وصل می‌شود.                      |
| نشانهٔ مک‌کانل                     | ام.وی. مک‌کانل                                                          | کاردیولوژی                                   | آمبولی ریه | | یافتهٔ اکوکاردیوگرافی مبنی بر بی‌حرکتی دیواره آزاد وسط بطن راست اما حرکت طبیعی نوک قلب |
| آزمون مک‌موری                     | توماس پورتر مک‌موری                                                     | ارتوپدی                                      | پارگی منیسک | نشانهٔ مک‌موری در وبگاه هونِـیمدئیت؟ | زانو باز شد، فشار والگوس اعمال می‌شود، چرخاندن ساق صدای کلیک قابل لمس یا شنیدنی ایجاد می‌کند. |
| خش‌خش مینز–لرمن                   | جی لرمن، جی.اچ. مینز                                                   | غدد درون‌ریز و متابولیسم                      | پرکاری تیروئید | | سوفل سیستولیک قلب شبیه صدای مالشی پریکارد |
| خطوط میس                         | آر. اِی. میس                                                            | سم‌شناسی                                      | مسمومیت با آرسنیک یا فلزات سنگین دیگر | | خطوط سفید عرضی در سراسر ناخن |
| سندرم میگز                       | جو وینسنت میگز                                                         | پزشکی زنان                                   | آسیت با تجمع آب در قفسهٔ سینه | سندرم میگز | سه‌گانهٔ آسیت، هیدروتوراکس و تومور خوش‌خیم تخمدان |
| نشانهٔ ملینگهوف                   | کارل هرمان ملینگهوف، متخصص آلمانی غدد درون‌ریز و متابولیسم، (۱۹۶۷–۱۹۰۸) | پزشکی پرفشار                                 | بیماری دی‌کامپرشن جلدی | | انجام سرفه یا مانور والسالوا، علائم وریدی راش‌های شبه باد سرخ را نمایان‌تر می‌کند |
| شاخص منتزر                       | ویلیام سی. منتزر جونیور                                                | خون‌شناسی                                     | کم‌خونی میکروسیتیک | | کم خونی فقر آهن را از بتا تالاسمی متمایز می‌کند |
| آزمایش میلر فیشر                 | سی. میلر فیشر                                                          | مغز و اعصاب                                  | هیدروسفالی با فشار نرمال | | بهبود عملکرد شناختی پس از خروج مایع مغزی-نخاعی در طی پونکسیون کمری برای تأیید تشخیص استفاده می‌شود. |
| نشانه مونیس                      | آنتونیو اگاس مونیس                                                     | مغز و اعصاب                                  | ضایعات راه‌های هرمی | نشانهٔ بابینسکی - ارزیابی مجدد نورول ایندیا ۴۸ (۴): ۳۱۴–۸.                                                                                                | خم شدن شدید کف پا باعث ایجاد رفلکس اکستانسور کف پا می‌شود |
| نشانه موبیوس                     | پاول یولیوس موبیوس                                                     | غدد درون‌ریز و متابولیسم                      | تیروتوکسیکوز | نشانه موبیوس در «دیکشنری آزاد» | ناتوانی در حفظ همگرایی چشم‌ها |
| خطوط مرکل                        | رابرت سی. مرکه                                                         | نفرولوژی، سرطان‌شناسی                         | هیپوآلبومینمی، شیمی‌درمانی | | خطوط سفید عرضی جفتی روی بستر ناخن |
| نشانه مولدر                      | یاکوب دی. مولدر                                                        | مغز و اعصاب، پاپزشکی                         | نورومای مورتون | | فشردن عرضی جلوی پا باعث ایجاد درد در توزیع عصب آسیب‌دیده می‌شود |
| مانور مولر                       | یوهانس پتر مولر                                                        | پزشکی ریه                                    | روی‌هم خوابیدن بخشی از راه هوایی | | تلاش بیمار برای تنفس با بینی و دهان بسته (برعکس مانور والسالوا) |
| نشانه مولر                       | فردریش فون مولر                                                        | کاردیولوژی                                   | نارسایی آئورت | نشانه مولر در وبگاه هونِـیمدئیت؟ | نبض قابل مشاهده یا تکان تند و سبک در زبان کوچک |
| نشانه مشت مورفی                  | جان بنجامین مورفی                                                      | اورولوژی                                     | آبسهٔ دور کلیه | مشت مورفی در وبگاه هونِـیمدئیت؟ | حساسیت در زاویه مهره‌ای-دنده‌ای با زندن مشتی ملایم به آن نقطه |
| نشانه مورفی                      | جان بنجامین مورفی                                                      | جراحی                                        | التهاب کیسه صفرا | نشانه مورفی در وبگاه هونِـیمدئیت؟ | مکث در انجام دَم هنگام فشردن ناحیهٔ شکمی کیسه صفرا |
| نشانه مایرسون                    | آبراهام مایرسون                                                        | مغز و اعصاب                                  | بیماری پارکینسون | | ناتوانی در پلک نزدن هنگام ضربه زدن به ابرومیان |
| قانون نگله                       | فرانتس نگله                                                            | پزشکی زنان                                   | آبستنی | | روش برآورد تاریخ زایمان |
| آزمون ناردی                      | جورج ناردی                                                             | پزشکی گوارش                                  | نارسایی اسفنکتر اودی | | تجویز مُرفین و نئوستیگمین درد شدید ربع فوقانی چپ شکم را بازتولید می‌کند. دیگر استفاده چندانی در معاینهٔ بیماران ندارد |
| نشانه نیکولسکی                   | پیوتر نیکولسکی                                                         | بیماری‌های پوست و مو                          | گوناگون از جمله پمفیگوس ولگاریس | | پارگی یا کنده شدن اپی‌درم به‌دنبال اِعمال فشار مختصر |
| نشانه نیکسون                     | ؟                                                                      | پزشکی گوارش، جراحی                           | علل گوناگون | اسپلنومگالی | خفگی صدا (dullness) بیش از ۸ سانتی‌متر بالاتر از حاشیه دنده‌ای چپ هنگام دق آن |
| آزمون اوبراین                    | ؟                                                                      |                                              | | آزمون اوبراین | یکپارچگی لبه کاسه شانه و مفصل سرشانه‌ای‌ترقوه‌ای را ارزیابی می‌کند |
| سه‌گانهٔ اوداناهیو                 | دی. اوداناهیو                                                          | ارتوپدی، پزشکی ورزش                          | آسیب زانو | | همزمانی آسیب صلیبی قدامی، آسیب رباط جانبی داخلی و پارگی منیسک |
| نشانه الیور                      | ویلیام سیلور الیور                                                     | کاردیولوژی                                   | آنوریسم قوس آئورت | | حرکت غیرطبیعی نای به سمت پایین در جریان سیستول |
| نشانه اوپنهایم                   | هرمان اوپنهایم                                                         | مغز و اعصاب                                  | ضایعات راه‌های هرمی | رفلکس اوپنهایم در وبگاه هونِـیمدئیت؟ | تحریک رو به پایین سطح داخلی استخوان درشت‌نی باعث خمیدگی انگشت شست پا می‌شود |
| تست ارتولانی                     | مارینو ارتولانی                                                        | پزشکی کودکان و ارتوپدی                       | دررفتگی خلفی لگن | نشانه و آزمون ارتولانی در وبگاه هونِـیمدئیت؟ | کلیک قابل لمس روی مفصل لگن هنگام حرکت پا |
| موج آزبورن                       | جان جی آزبورن                                                          | کاردیولوژی، پزشکی اورژانس                    | هیپوترمی | | یک برآمدگی یا موج مثبت در محل اتصال قطعه اس‌تی به قطعهٔ QRS |
| گره آسلر                         | ویلیام آسلر                                                            | پزشکی داخلی                                  | دلایل گوناگون از جمله آندوکاردیت تحت حاد و لوپوس | | ضایعات قرمز دردناک روی نوک انگشتان و سطوح کف پا |
| نشانهٔ آسلر                       | ویلیام آسلر                                                            | پزشکی داخلی                                  | تصلب شرایین | | افزایش کاذب فشار خون به دلیل تراکم ناپذیری عروق کلسیفیه |
| نشانه پالا                       | آنتونیو پالا                                                           | پزشکی داخلی                                  | آمبولی ریه | آمبولی ریه در وبگاه درسنامهٔ مِرک | بزرگ شدن شریان ریوی نزولی راست در عکس قفسه سینه |
| خطوط پاستیا                      | کُنستانتین کِسِک پاستیا (پزشک رومانیایی)                                  | پزشکی کودکان                                 | مخملک | خطوط پاستیا در وبگاه هونِـیمدئیت؟ | خطوط صورتی یا قرمز تشکیل شده از پتشی‌های به‌هم‌پیوسته در چین‌های پوست، به‌ویژه چین حفرهٔ آرنج (فرورفتگی نرم در وسط بازو) دیده می‌شود. (بیشتر در بیماران مبتلا به مخملک)                                                                   |
| آزمون پاتریک                     | هیو تالبوت پاتریک                                                      | روماتولوژی                                   | ساکروایلیت | آزمون پاتریک در وبگاه هونِـیمدئیت؟ | چرخش خارجی لگن باعث درد می‌شود |
| نشانه پیبادی                     | سی. نیوتون پیبادی، جراح آمریکایی                                       | پزشکی داخلی                                  | ترومبوز سیاهرگی عمقی | | اسپاسم عضله ساق پا هنگام بالا بردن پای آسیب‌دیده در حالی که پا کاملاً باز (به سمت پائین خم) می‌شود. |
| نشانه پمبرتون                    | هیو پمبرتون                                                            | جراحی قفسهٔ سینه                              | توده پشت جناغ سینه در سندرم ورید اجوف فوقانی | | بالارفتن بازوها روی سر باعث ایجاد قرمزی صورت، رگ‌های گردن متسع و استریدور دمی می‌شود. |
| سندرم تونل کارپال                | جرج اس. فالن                                                           | روماتولوژی، جراحی دست                        | سندرم تونل کارپال | | ۳۰ تا ۶۰ ثانیه خم شدن اجباری کامل مچ دست علائمی را ایجاد می‌کند |
| نشانه پیشکاچک                    | لودویگ پیشکاچک                                                         | پزشکی زایمان                                 | بارداری طبیعی | نشانه پیشکاچک در وبگاه هونِـیمدئیت؟ | برآمدگی جانبی قابل لمس در محل اتصال لوله به رحم. در هفته ۷–۸ وجود دارد. |
| ناخن پلامر                       | هنری استنلی پلامر                                                      | غدد درون‌ریز و متابولیسم                      | تیروتوکسیکوز | ناخن پلامر در وبگاه هونِـیمدئیت؟ | اونیکولیز مخصوصاً انگشت حلقه و انگشت کوچک |
| نشانه پرات                       | جرالد اچ. پرات                                                         | پزشکی داخلی                                  | ترومبوز سیاهرگی عمقی | | درد ناشی از فشردن پشت ساق پا |
| نشانه پرن                        | داگلاس تی. پرن                                                         | اورولوژی                                     | پیچش بیضه | | عدم تسکین درد با بلند کردن بیضه آسیب‌دیده، نشان‌دهندهٔ پیچ‌خوردگی بیضه است |
| مانور کوکن‌اشتت                   | هانس هاینریش گیورگ کوکن‌اشتت                                            | مغز و اعصاب                                  | تنگی مجرای نخاعی | پدیدهٔ کوکن‌اشتت در وبگاه هونِـیمدئیت؟ | فشار دو طرفه ورید ژوگولار در طول پونکسیون کمری باعث افزایش ناگهانی فشار مایع مغزی-نخاعی می‌شود. |
| نشانه کوئینکه                    | هاینریش کوئینکه                                                        | کاردیولوژی                                   | نارسایی دریچهٔ آئورت | نبض مویرگی کوئینکه در وبگاه هونِـیمدئیت؟ | نبض قابل مشاهده در بستر مویرگی ناخن |
| پنج‌گانه رینولدز                  | بی.ام. رینولدز                                                         | پزشکی گوارش                                  | کلانژیت صعودی | پنج‌گانه رینولدز در وبگاه هونِـیمدئیت؟ | سه‌گانه شارکو + افت فشار خون و تغییر وضعیت ذهنی |
| نشانه ریسمن                      | دیوید ریسمن (پزشک)                                                     | غدد درون‌ریز و متابولیسم                      | تیروتوکسیکوز | | بروئی بر روی کرهٔ چشم |
| نشانهٔ ریگلر                      | لیو جرج ریگلر                                                          | رادیولوژی، جراحی شکم                         | وجود هوا یا گاز در داخل حفره صفاقی | نشانهٔ ریگلر در وبگاه هونِـیمدئیت؟ | گاز در هر دو سطح مخاطی و سروزی روده |
| تست رینه                         | هاینریش آدولف رینه                                                     | شنوایی‌سنجی، گوش، حلق و بینی، مغز و اعصاب     | اختلالات شنوایی | تست رینه در وبگاه هونِـیمدئیت؟ | مقایسه هدایت هوا با هدایت استخوانی، ناشنوایی حسی عصبی را از ناشنوایی هدایتی متمایز می‌کند |
| نشانهٔ رومانیا                    | سسیلیو رومانیا                                                         | پزشکی گرمسیری                                | بیماری شاگاس | نشانهٔ رومانیا در وبگاه هونِـیمدئیت؟ | تورم دور چشمی یک طرفه بدون درد |
| تست رومبرگ                       | موریتس هاینریش رومبرگ                                                  | مغز و اعصاب                                  | ضایعات ستون خلقی نخاع، ضایعات مخچه‌ای، مسمومیت با الکل خوراکی | نشانهٔ رومبرگ در وبگاه هونِـیمدئیت؟ | ناتوانی در حفظ وضعیت بدن با چشمان بسته |
| نشانه رز                         | ؟                                                                      | جراحی عروق                                   | ترومبوز سیاهرگی عمقی | | احساس گرما و سفت‌شدن پوست هنگام نیشگون گرفتن پای مبتلا |
| آزمون رزنباخ                     | اوتمار رزنباخ                                                          | شیمی بالینی                                  | بیلی‌روبینوری | آزمون رزنباخ در وبگاه هونِـیمدئیت؟ | ارزیابی رنگ تولیدشده با افزودن نیتریک اسید |
| نشانه رزنشتاین                   | پائول رزنشتاین                                                         | جراحی                                        | آپاندیسیت | پیشرفت‌های پزشکی کودکان. جی‌پی مدیکال. صفحهٔ ۱۴۳۲. شابک ‎۹۷۸−۹۳−۵۰۲۵−۷۷۷−۷.                                                                                  | حساسیت در ربع تحتانی راست هنگامی که بیمار از حالت خوابیده به پشت به حالت درازکش به پهلوی چپ درمی آید، افزایش می‌یابد. |
| نشانه روسولیمو                   | گریگوری ایوانوویچ روسولیمو                                             | مغز و اعصاب                                  | ضایعات راه‌های هرمی مغز | نشانۀ بابینسکی - ارزیابی مجدد نورول ایندیا ۴۸ (۴): ۳۱۴–۸.                                                                                                | ضربه زدن به نوک انگشتان پا باعث خم شدن بیش از حد انگشتان پا می‌شود |
| نشانهٔ راچ                        | توماس مورگان راچ                                                       | کاردیولوژی                                   | افیوژن پریکارد | نشانهٔ راچ. فرهنگ لغت پزشکی برای حرفه‌های بهداشتی و پرستاری. (۲۰۱۲)                                                                                        | صدای گرفته و مبهم هنگام دق روی پنجمین فضای بین دنده‌ای سمت راست |
| نقاط روت                         | موریتس روت                                                             | چشم‌پزشکی، پزشکی داخلی                        | گوناگون، از جمله آندوکاردیت تحت حاد و واسکولیت‌های سیستمیک | نقاط روت در وبگاه هونِـیمدئیت؟ | خونریزی‌های شبکیه با مراکز رنگ پریده که در فوندوسکوپی چشم مشاهده می‌شود |
| نشانه روزینگ                     | نیلس تورکیل روسینگ                                                     | جراحی                                        | آپاندیسیت | نشانه روزینگ در وبگاه هونِـیمدئیت؟ | لمس ربع تحتانی چپ شکم باعث ایجاد درد در ربع تحتانی راست شکم می‌شود |
| نشانه رومپل–لید                  | تئودور رومپل کارل استاکبریج لید                                        | خون‌شناسی                                     | شکنندگی مویرگی | نشانهٔ رومپل–لید در وبگاه هونِـیمدئیت؟ | ظهور پتشی پس از فشرده‌سازی بازو یا پا توسط تورنیکه دیده می‌شود. |
| نشانگان راسل                     | جرالد راسل                                                             | روان‌پزشکی                                    | پرخوری عصبی | | پینه پشت یک دست (تماس با دندان‌های پیش در حین القای رفلکس گگ در پشت گلو با انگشت یا انگشتان) |
| نشانه سالوس                      | روبرت سالوس                                                            | چشم‌پزشکی                                     | فشار خون بالا | فشار خون بالا در مدسکیپ | انحراف وریدهای شبکیه در اتصالات زاویه قائم به‌دلیل کشیدگی یا کوتاه شدن شریان‌های متصل |
| نشانه شفر                        | مکس شفر                                                                | مغز و اعصاب                                  | ضایعات راه‌های هرمی | رفلکس شفر در وبگاه هونِـیمدئیت؟ | فشردن زردپی آشیل رفلکس اکستانسور کف پا را ایجاد می‌کند. |
| آزمون پنجره شمراث                | لیو شمراث                                                              | پزشکی ریه، کاردیولوژی                        | هیپوکسی مزمن | | چماقی‌شدن بندهای انتهایی انگستان دست را شناسایی می‌کند |
| آزمون شیلر                       | والتر شیلر                                                             | پزشکی زنان                                   | سرطان دهانه رحم | آزمون شیلر در وبگاه هونِـیمدئیت؟ | نواحی آسیب‌دیده دهانه رحم با محلول ید، رنگ قهوه‌ای به‌خود نمی‌گیرد. |
| جسم شیلر-دووال                   | والتر شیلر و ماتیاس-ماری دووال                                         | پزشکی زنان                                   | تومورسینوس آندودرمی | | یک ساختار سلولی-بافتی در درون تومورهای کیسه زرده |
| تست شیلینگ                       | رابرت اف. شیلینگ                                                       | پزشکی داخلی                                  | کم‌خونی پرنیشیوز، بیماری سلیاک و سایر اختلالات سوءتغذیه‌ای | | سنجش پرتویی ویتامین ب۱۲؛ به‌ندرت انجام می‌شود. |
| تست شیرمر                        | اُتو شیرمر                                                              | چشم‌پزشکی                                     | خشکی چشم، در بیماری‌هایی چون سندرم شوگرن | | کمیت‌سنجی میزان ترشح اشکی |
| آزمون شوبر                       | پائول شوبر                                                             | پزشکی فیزیکی و توانبخشی، روماتولوژی، ارتوپدی | بیماری‌های گوناگون مهره‌های کمری | نشانهٔ شوبر در وبگاه هونِـیمدئیت؟ | کمیت‌سنجی میزان خم شدن کمر |
| مثلث شرن                         | جیمز شرن                                                               | جراحی                                        | آپاندیسیت | مثلث شرن در وبگاه هونِـیمدئیت؟ | ناحیه بیش‌حساس پوست در سمت راست پایین شکم |
| سندرم شون                        | جان دی. شون                                                            | کاردیولوژی                                   | نقض مادرزادی قلب | | حلقه فوق دریچه‌ای میترال، تغییر شکل چتری دریچه میترال، تنگی زیر آئورت و کوآرکتاسیون آئورت |
| رگه‌های زیگریست                   | آگوست زیگریست                                                          | چشم‌پزشکی                                     | هیپرتانسیون بدخیم | | رگه های هایپرپیگمانته موازی با عروق مشیمیه |
| آزمون سیموندز                    | فرانکلین اِیدین سیموندز                                                 | ارتوپدی                                      | پارگی زردپی آشیل | | فشردن ساق پا باعث خم شدن کف پا نمی‌شود |
| آزمایش سیمز-هونر                 | هری ام. سیمز، مکس هونر                                                 | پزشکی باروری                                 | ناباروری | آزمون سیمز-هونر در وبگاه هونِـیمدئیت؟ | آزمایش منی در یک نمونه از کانال دهانه رحم، یک ساعت پس از آمیزش جنسی |
| گره‌های خواهر مری جوزف            | خواهر مری جوزف دمپسی                                                   | سرطان‌شناسی                                   | چندین بدخیمی درون‌شکمی | | غدد لنفاوی قابل لمس اطراف ناف |
| آزمون اسپورلینگ                  | روی گلن‌وود اسپورلینگ                                                   | عصب‌شناسی                                     | رادیکولوپاتی گردنی | مانور و نشانهٔ اسپورلینگ در وبگاه هونِـیمدئیت؟ | فشردگی محوری و چرخش ستون فقرات گردنی به سمتی که علامت‌دار است، باعث درد می‌شود |
| نشانه اشتلواگ                    | کارل اشتلواگ فون کاریون                                                | غدد درون‌ریز و متابولیسم                      | تیروتوکسیکوز | | پلک زدن گهگاه و/یا ناقص همراه با نشانه دلریمپل |
| سوفل استیل                       | جرج فردریک استیل                                                       | کاردیولوژی اطفال                             | تنگی زیر آئورت، نقص دیواره بین‌بطنی کوچک | سوفل استیل در وبگاه هونِـیمدئیت؟ | صدای جهشی سیستولی؛ ارتعاشی/موسیقی؛ بهترین شنیدن در مرز سمت چپ پایین جناغ است. |
| نشانه استرانسکی                  | اروین استرانسکی                                                        | عصب‌شناسی                                     | ضایعات راه‌های هرمی | نشانهٔ بابینسکی - ارزیابی مجدد نورول ایندیا ۴۸ (۴): ۳۱۴–۱۸.                                                                                               | ابداکشن ناگهانی و رها شدن انگشت کوچک پا باعث رفلکس اکستانسور کف پا می‌شود |
| اثر استروپ                       | جان ریدلی استروپ                                                       | عصب‌روان‌شناسی                                 | دلایل گوناگون از جمله اختلال کم‌توجهی-بیش‌فعالی و اسکیزوفرنی | | زمان واکنش‌دهی به محرک‌های نامتجانس (مثلاً کلمه قرمز چاپ‌شده به رنگ آبی) |
| نشانه اشترومپل                   | آدولف اشترومپل                                                         | مغز و اعصاب                                  | فلج اسپاستیک اندام تحتانی | نشانه اشترومپل ۱ در وبگاه هونِـیمدئیت؟ | عدم توانایی خم‌شدن ناگهانی غیرفعال مفصل ران و/یا زانو برای به‌پشت خم شدن و اَداکشن پا |
| نشانه تن هورن                    | کارل هندریک لیو هرمان تن هورن                                          | جراحی                                        | آپاندیسیت | | درد در حفره ایلیاک راست به‌دنبال کشش طناب اسپرماتیک |
| ناخن‌های تری                      | آر. تری                                                                | پزشکی داخلی                                  | دلایل گوناگون از جمله نارسایی کبد | | ناخن‌های سفید با ظاهر مشخصه «شیشه‌ای مات» و بدون هلال ته ناخن (ماهک ناخن) |
| نشانه تری-توماس                  | تری-توماس                                                              | ارتوپدی                                      | جداشدگی استخوان ناوی از استخوان هلالی | اطلس نشانه‌ها در رادیولوژی اسکلتی-عضلانی | شکاف بین استخوان ناوی و استخوان هلالی در رادیوگرافی قدامی-خلفی مچ دست |
| آزمون توماس                      | هیو اوون توماس                                                         | ارتوپدی                                      | ناهنجاری خمش پایدار مفصل ران | | بیمار به پشت خوابیده یک لگن را خم می‌کند در حالی که پای دیگر را صاف نگه می‌دارد. در صورت وجود تغییر شکل خمشی، قوس پشت ایجاد می‌شود |
| رفلکس تراکمورتون                 | تام بنتلی تراکمورتون                                                   | مغز و اعصاب                                  | ضایعات راه‌های هرمی | نشانهٔ بابینسکی - ارزیابی مجدد نورول ایندیا ۴۸ (۴): ۳۱۴–۸.                                                                                                | فشار روی مفصل پشتی MTP شست پا باعث ایجاد رفلکس اکستانسور کف پا می‌شود |
| نشانه تینل                       | ژول تینل                                                               | مغز و اعصاب                                  | نوریت، ناهنجاری‌های فشاری عصب | | گزگز در انتهای انگشتان در اثر دق (DTP) |
| فلج تاد                          | رابرت بنتلی تاد                                                        | مغز و اعصاب                                  | اختلالات صرعی | | ضعف موضعی تا ۴۸ ساعت پس از تشنج |
| نشانهٔ ترائوبه                    | لودویگ ترائوبه                                                         | کاردیولوژی                                   | نارسایی دریچه آئورت | | صداهای سیستولیک و دیاستولیک بر روی سرخرگ رانی شنیده می‌شود. (صدای شلیک تپانچه) |
| نشانهٔ ترائوبه                    | لودویگ ترائوبه                                                         | گوناگون                                      | اسپلنومگالی | | صدای مبهم هنگام دق فضای ترائوبه |
| نشانه ترندلنبرگ                  | فردریش ترندلنبرگ                                                       | مغز و اعصاب                                  | فلج ماهیچه سرینی تحتانی، سایر علل ضعف بازکننده‌های مفصل لگن | | کج شدن لگن در سمت مخالف پایی که وزن بدن روی آن است |
| نشانهٔ تروازیه                    | شارل امیل تروازیه                                                      | پزشکی داخلی، سرطان‌شناسی                      | انواع بدخیمی‌های شکمی، به ویژه سرطان معده | نشانهٔ تروازیه در وبگاه هونِـیمدئیت؟ | بزرگ شدن غدد لنفاوی بالای ترقوه چپ (=غدد ویرشو) |
| نشانه تروسو در بدخیمی            | آرمان تروسو                                                            | پزشکی داخلی                                  | بدخیمی‌های مختلف، از جمله سرطان لوزالمعده | | ترومبوز خودبخودی وریدهای متعدد، از جمله گردش خون سیاهرگ باب کبدی |
| تست تروسو                        | آرمان تروسو                                                            | پزشکی داخلیُ غدد درون‌ریز و متابولیسم          | هیپوکلسمی | پدیدهٔ تروسو در وبگاه هونِـیمدئیت؟ | در هیپوکلسمی، انسداد سرخرگ بازویی منجر به اسپاسم شدید و خم شدن دست و انگشتان می‌شود. |
| پدیده اوتهوف                     | ویلهلم اوتهوف                                                          | مغز و اعصاب                                  | ام‌اس | نشانۀ اوتهوف در وبگاه هونِـیمدئیت؟ | ↑ علائم عصبی بیمار با فعالیت بدنی یا افزایش دمای بدن |
| آزمون اونتربرگر                  | زیگفرید اونتربرگر                                                      | مغز و اعصاب، گوش، حلق و بینی                 | ضایعات سیستم دهلیزی | | بیمار با چشمان بسته راه می‌رود. اگر بیمار به یک سمت بدن بچرخد، ممکن است ضایعه‌ای در لابیرنت استخوانی گوش وجود داشته باشد. |
| غدد ویرشو                        | رودلف ویرشو                                                            | پزشکی داخلی، سرطان‌شناسی                      | انواع بدخیمی‌های شکمی، به‌ویژه سرطان معده | غدد ویرشو در وبگاه هونِـیمدئیت؟ | بزرگ شدن غدد لنفاوی بالای ترقوه چپ (=نشانهٔ تروازیه) |
| سه‌گانه ویرشو                     | رودلف ویرشو                                                            | هماتولوژی                                    | علت ترومبوز | | انعقاد بیش از حد، تغییرات همودینامیک (استاز، تلاطم) و آسیب/اختلال اندوتلیال |
| نشانه فون براون-فرن‌والد          | کارل فون براون-فرن‌والد                                                 | پزشکی زایمان                                 | بارداری | | نرم‌شدگی غیرطبیعی و بزرگی بدنهٔ رحم در هفتهٔ ۵ تا ۸ حاملگی |
| نشانه فون گرفه                   | آلبرشت فون گرفه                                                        | غدد درون‌ریز و متابولیسم                      | بیماری گریوز | | تأخیر حرکتی پلک فوقانی در هنگام حرکت چشم به سمت پایین |
| تست وادا                         | جان آتسوشی وادا                                                        | مغز و اعصاب                                  | صرع، ضایعات تشریحی مغز | آزمون وادا در وبگاه هونِـیمدئیت؟ | باربیتورات کوتاه اثر تزریق‌شده به سرخرگ کاروتید داخلی برای بررسی عملکرد زبانی و نیمکره مربوط به آن |
| نشانه وادل                       | جی. وادل                                                               | مراقب‌های اولیه، روان‌پزشکی                    | درد مزمن | | شناسایی منابع غیر اندامی کمردرد |
| سه‌گانه وادل                      | جی. پی وادل                                                            | ترومای کودکان                                | عابر خردسال که با یک وسیله نقلیه تصادف می‌کند | | ترومای سر، ترومای قفسه سینه و/یا شکم، شکستگی تنهٔ استخوان ران |
| نبض چکشی واتسون                  | توماس واتسون                                                           | کاردیولوژی                                   | نارسایی دریچه آئورت | جی. سوارنا نبض چکشی واتسون مجله پزشکی تحصیلات تکمیلی ۱ آوریل ۲۰۰۸                                                                                        | نبضی با تپش زیاد و نیرومند است که به سرعت افزایش می‌یابد و متعاقباً به ناگاه افت می‌کند |
| سندرم ولنس                       | هین ولنس                                                               | کاردیولوژی                                   | تنگیِ بحرانیِ «شریان کرونر نزولی قدامی چپ» (LAD) | | تظاهر الکتروکاردیوگرافیکِ مشخص |
| انسفالوپاتی ورنیکه               | کارل ورنیکه                                                            | مغز و اعصاب، روان‌پزشکی                       | کمبود تیامین | | علائم عصبی ناشی از ضایعات بیوشیمیایی دستگاه عصبی مرکزی پس از اتمام ذخایر ویتامین‌های گروه ب، به ویژه ویتامین ب۱ |
| نشانگان ورنیکه–کورساکوف          | کارل ورنیکه، سرگئی کورساکف                                             | مغز و اعصاب، روان‌پزشکی                       | انسفالوپاتی ورنیکه، سندرم کورساکف | | حضور ترکیبی انسفالوپاتی ورنیکه و سندرم کورساکوف |
| نشانه وسترمارک                   | نیلس وسترمارک                                                          | پزشکی ریه                                    | آمبولی ریه | | ناحیه کم‌خون در رادیوگرافی قفسه سینه |
| نشانه وستفال                     | کارل فریدریش اتو وستفال                                                | عصب‌شناسی                                     | اختلال ستون خاکستری نخاع، اختلال در عصب رانی | | رفکس عصبی کشکک زانو |
| نشانه وُلتمن                      | هنری وُلتمن                                                             | عصب‌شناسی                                     | کم‌کاری تیروئید یا بی‌اشتهایی عصبی | | شل‌شدگی تأخیری در «رفلکس تاندونی عمقی» |
| سه‌گانه ویپل                      | اَلن ویپل                                                               | غدد درون‌ریز و متابولیسم                      | هیپوگلیسمی | | (۱) علائم مرتبط با هیپوگلیسمی (۲) اندازه‌گیری قند خون پایین سرم (۳) تسکین علائم با تجویز گلوکز خوراکی یا وریدی |
| خطوط ویکام                       | لویی فردریک ویکام                                                      | بیماری‌های پوست و مو                          | لیکن پلان | | خطوط سفید یا خاکستری روی ضایعات لیکن پلان |
| تست ویدال                        | ژرژ-فرنان ویدال                                                        | میکروب‌شناسی                                  | تب روده‌ای | | آگلوتیناسیون سرم؛ منسوخ‌شده |
| نشانه وینترباتم                  | توماس مسترمن وینترباتم                                                 | توماس مسترمن وینترباتم                       | تریپانوزومیاز | | گره‌های لنفاوی (لنفادنوپاتی) در پشت گردن (در زنجیرهٔ خلفی لنفاوی گردن) |
| سندرم ولف پارکینسون وایت         | جان پارکینسون پال دادلی وایت لوئیس ولف                                 | کاردیولوژی                                   | تاکی‌کاردی فوق بطنی | سندرم ولف پارکینسون وایت در وبگاه هونِـیمدئیت؟ | پیش تحریک در نوار قلب |
| آزمون رایت                       | ؟                                                                      |                                              | | | |
| آزمون یومنس                      | ؟                                                                      | روماتولوژی                                   | ساکروایلیت | | درد ساکروایلیاک در چرخش استخوان تهیگاهی و صاف‌کردن مفصل هیپ |
| آزمون یرگاسون                    | ؟                                                                      | ارتوپدی                                      | التهاب تاندون عضله دوسر بازو | | درد قدامی شانه هنگام چرخش ساعد به خارج در برابر مقاومت |

نشانه‌های متعدد دیگری برای بیماری گریوز وجود دارد که می‌توانید آن را در گریوز آفتالموپاتی ببینید.